# Championnat d'Europe de rugby à XV 2023-2024
Ne doit pas être confondu avec Championnat d'Europe féminin de rugby à XV 2023 ou Championnat d'Europe féminin de rugby à XV 2024.

Championnat d'Europe de rugby à XV 2023-2024 :
Tournoi des Six Nations (hors compétition)
Championship
Trophy
Conference, poule A
Conference, poule B
Conference, poule C
Conference, poule D
Development

Le championnat d'Europe de rugby à XV 2023-2024 est une compétition annuelle qui réunit les nations membres de Rugby Europe ne participant pas au Tournoi des Six Nations.

## Équipes engagées
La compétition se déroule sous un nouveau format. La division Trophy est étendue à six équipes et les poules du niveau Conference sont devenues strictement géographiques.
En raison du conflit armé en Ukraine, la sélection ukrainienne joue ses matchs à domicile en Croatie.
| Équipe    | Édition 2022-2023      | Poule |
| --------- | ---------------------- | ----- |
| Géorgie   | Vainqueur Championship | A     |
| Portugal  | 2e Championship        | A     |
| Roumanie  | 3e Championship        | B     |
| Espagne   | 4e Championship        | B     |
| Pays-Bas  | 5e Championship        | A     |
| Allemagne | 6e Championship        | B     |
| Belgique  | 7e Championship        | B     |
| Pologne   | 8e Championship        | A     |

| Équipe             | Édition 2022-2023 |
| ------------------ | ----------------- |
| Suisse             | 1re Trophy        |
| Ukraine            | 2e Trophy         |
| Suède              | 3e Trophy         |
| Lituanie           | 4e Trophy         |
| Croatie            | 5e Trophy         |
| République tchèque | Promue            |

| Équipe   | Édition 2022-2023     |
| -------- | --------------------- |
| Lettonie | 4e Conference 1 Nord  |
| Finlande | 1re Conference 2 Nord |
| Danemark | 2e Conference 2 Nord  |
| Andorre  | 3e Conference 2 Nord  |
| Norvège  | 4e Conference 2 Nord  |

| Équipe             | Édition 2022-2023    |
| ------------------ | -------------------- |
| Luxembourg         | 2e Conference 1 Nord |
| Hongrie            | 3e Conference 1 Sud  |
| Slovénie           | 5e Conference 1 Sud  |
| Bosnie-Herzégovine | 2e Conference 2 Sud  |
| Autriche           | 1re Development      |

| Équipe   | Édition 2022-2023    |
| -------- | -------------------- |
| Bulgarie | 2e Conference 1 Sud  |
| Moldavie | 3e Conference 1 Nord |
| Serbie   | 1re Conference 2 Sud |
| Turquie  | 4e Conference 2 Sud  |

| Équipe | Édition 2022-2023    |
| ------ | -------------------- |
| Israël | 1re Conference 1 Sud |
| Chypre | 3e Conference 1 Sud  |
| Malte  | 4e Conference 1 Sud  |

| Équipe     | Édition 2022-2023 |
| ---------- | ----------------- |
| Kosovo     |                   |
| Monténégro |                   |

## Championship
Navigation
2023 2025

### Poule A
| Rang | Nations     | J | V | N | D | Bo | Bd | Pm | Pe | Diff | Pts |
| ---- | ----------- | - | - | - | - | -- | -- | -- | -- | ---- | --- |
| 1    | Géorgie (T) | 3 | 3 | 0 | 0 | 2  | 0  | 97 | 30 | +67  | 14  |
| 2    | Espagne     | 3 | 2 | 0 | 1 | 1  | 0  | 50 | 61 | -11  | 9   |
| 3    | Pays-Bas    | 3 | 1 | 0 | 2 | 1  | 1  | 67 | 64 | +3   | 6   |
| 4    | Allemagne   | 3 | 0 | 0 | 3 | 0  | 0  | 35 | 94 | -59  | 0   |

#### 1rejournée
| 3 février 2024 13 h 15 UTC+01:00 | Pays-Bas bd | 18 - 20 (6 - 20) | Espagne                                                                                           | NRCA Stadium, Amsterdam 1 400 spectateurs Arbitre : Hollie Davidson |
| 3 février 2024 13 h 15 UTC+01:00 | Essai(s) : 2 van Dijken (61e), Bloemen (76e) Transformation(s) : 1 du Plessis (76e) Pénalité(s) : 2 Weersma (6e, 28e) Carton(s) jaune(s) : 1 Bloemen (13e) | Rapport          | Essai(s) : 2 Bell (7e), Cian (31e) Transformation(s) : 2 Guemes Pénalité(s) : 2 Guemes (14e, 41e) | NRCA Stadium, Amsterdam 1 400 spectateurs Arbitre : Hollie Davidson |
| 3 février 2024 13 h 15 UTC+01:00 | | Rapport          |                                                                                                   | NRCA Stadium, Amsterdam 1 400 spectateurs Arbitre : Hollie Davidson |

| 4 février 2024 14 h 50 UTC+01:00 | Allemagne | 17 - 28 (10 - 14) | Géorgie | Paul-Greifzu-Stadion, Dessau 5 400 spectateurs Arbitre : Tom Spurrier |
| 4 février 2024 14 h 50 UTC+01:00 | Essai(s) : 2 Bachofer (21e), Klewinghaus (64e) Transformation(s) : 2 Stella (21e), Parkinson (64e) Pénalité(s) : 1 Stella (32e) Carton(s) jaune(s) : 1 Paine (39e) | Rapport           | Essai(s) : 4 de pénalité (11e), Spanderashvilli (40e), Sharikadze (52e), Modebadze (60e) Transformation(s) : 3 Matkava (40e, 52e, 60e) Carton(s) jaune(s) : 1 Kartvelishvili (77e) | Paul-Greifzu-Stadion, Dessau 5 400 spectateurs Arbitre : Tom Spurrier |
| 4 février 2024 14 h 50 UTC+01:00 | | Rapport           | | Paul-Greifzu-Stadion, Dessau 5 400 spectateurs Arbitre : Tom Spurrier |

#### 2ejournée
| 10 février 2024 14 h 0 UTC+04:00 | Géorgie bo | 31 - 10 (14 - 3) | Pays-Bas | Stade de rugby d'Avchala, Tbilissi 3 000 spectateurs Arbitre : Alexandru Ionescu |
| 10 février 2024 14 h 0 UTC+04:00 | Essai(s) : 5 Babunashvili (23e), Tabutsadze (31e), Kveseladze (42e, 57e), Spanderashvili (64e) Transformation(s) : 3 Matkava (23e, 31e, 42e) Carton(s) jaune(s) : 2 Javakhia (70e), Tapladze (79e) | Rapport          | Essai(s) : 1 de pénalité (80e) Transformation(s) : 1 de pénalité (80e) Pénalité(s) : 1 Weersma (4e) Carton(s) jaune(s) : 1 Fikken (47e), Raymond (64e) | Stade de rugby d'Avchala, Tbilissi 3 000 spectateurs Arbitre : Alexandru Ionescu |
| 10 février 2024 14 h 0 UTC+04:00 | | Rapport          | | Stade de rugby d'Avchala, Tbilissi 3 000 spectateurs Arbitre : Alexandru Ionescu |

| 11 février 2024 12 h 30 UTC+01:00 | Espagne bo | 27 - 5 (15 - 5) | Allemagne                   | Stade national complutense, Madrid 6 000 spectateurs Arbitre : Paulo Duarte |
| 11 février 2024 12 h 30 UTC+01:00 | Essai(s) : 4 Cian (14e), Mateu (31e), Bay (56e), Bell (80e) Transformation(s) : 2 Guemes (31e), Lopez Bontempo (80e) Pénalité(s) : 1 Guemes (31e) Carton(s) jaune(s) : 1 del Hoyo (66e) | Rapport         | Essai(s) : 1 Tyumenev (40e) | Stade national complutense, Madrid 6 000 spectateurs Arbitre : Paulo Duarte |
| 11 février 2024 12 h 30 UTC+01:00 | | Rapport         |                             | Stade national complutense, Madrid 6 000 spectateurs Arbitre : Paulo Duarte |

#### 3ejournée
| 17 février 2024 15 h 50 UTC+04:00 | Géorgie bo | 38 - 3 (7 - 3) | Espagne                                                                            | Stade de rugby d'Avchala, Tbilissi 3 000 spectateurs Arbitre : Sam Grove-White |
| 17 février 2024 15 h 50 UTC+04:00 | Essai(s) : 6 Peranidze (37e), Tabutsadze (48e), de pénalité (54e), Kveseladze (67e), Babunashvili (77e), Tapladze (80e) Transformation(s) : 3 Matkava (37e), Abzhandadze (77e, 80e) | Rapport        | Pénalité(s) : 1 Lopez Bontempo (21e) Carton(s) jaune(s) : 2 Imaz (54e), Bell (56e) | Stade de rugby d'Avchala, Tbilissi 3 000 spectateurs Arbitre : Sam Grove-White |
| 17 février 2024 15 h 50 UTC+04:00 | | Rapport        |                                                                                    | Stade de rugby d'Avchala, Tbilissi 3 000 spectateurs Arbitre : Sam Grove-White |

| 18 février 2024 13 h 20 UTC+01:00 | Pays-Bas bo | 39 - 13 (12 - 10) | Allemagne                                                                                        | NRCA Stadium, Amsterdam 2 000 spectateurs Arbitre : Andrew Cole |
| 18 février 2024 13 h 20 UTC+01:00 | Essai(s) : 5 Noorman (8e), Fortuin (10e), van Dijk (54e), Bennie-Coulson (67e, 84e) Transformation(s) : 4 Weersma (8e, 54e, 67e, 84e) Pénalité(s) : 2 Weersma (42e, 76e) Carton(s) jaune(s) : 1 Bloemen (18e) | Rapport           | Essai(s) : 1 Tyumenev (27e) Transformation(s) : 1 Stella (27e) Pénalité(s) : 2 Stella (32e, 44e) | NRCA Stadium, Amsterdam 2 000 spectateurs Arbitre : Andrew Cole |
| 18 février 2024 13 h 20 UTC+01:00 | | Rapport           |                                                                                                  | NRCA Stadium, Amsterdam 2 000 spectateurs Arbitre : Andrew Cole |

### Poule B
| Rang | Nations  | J | V | N | D | Bo | Bd | Pm  | Pe  | Diff | Pts |
| ---- | -------- | - | - | - | - | -- | -- | --- | --- | ---- | --- |
| 1    | Portugal | 3 | 2 | 0 | 1 | 2  | 1  | 109 | 41  | +68  | 11  |
| 2    | Roumanie | 3 | 2 | 0 | 1 | 1  | 0  | 77  | 75  | +2   | 9   |
| 3    | Belgique | 3 | 2 | 0 | 1 | 1  | 0  | 59  | 49  | +10  | 9   |
| 4    | Pologne  | 3 | 0 | 0 | 3 | 0  | 0  | 25  | 105 | -80  | 0   |

|  | Qualifié pour les demi-finales (no 1, no 2) |
|  | T : tenant du titre 2023                    |

#### 1rejournée
| 3 février 2024 19 h 50 UTC+01:00 | Belgique | 10 - 6 (10 - 6) | Portugal bd                                                       | Stade Charles Tondreau, Mons 4 600 spectateurs Arbitre : Saba Abulashvili |
| 3 février 2024 19 h 50 UTC+01:00 | Essai(s) : 1 De Francq (7e) Transformation(s) : 1 Remue (7e) Pénalité(s) : 1 Remue (31e) Carton(s) jaune(s) : 2 Hendrickx (16e), Torfs (17e) | Rapport         | Pénalité(s) : 2 Aubry (4e, 32e) Carton(s) jaune(s) : 1 Belo (17e) | Stade Charles Tondreau, Mons 4 600 spectateurs Arbitre : Saba Abulashvili |
| 3 février 2024 19 h 50 UTC+01:00 | | Rapport         |                                                                   | Stade Charles Tondreau, Mons 4 600 spectateurs Arbitre : Saba Abulashvili |

| 4 février 2024 18 h 5 UTC+01:00 | Pologne                                                                                          | 8 - 20 (3 - 17) | Roumanie | Stade national de rugby, Gdynia 2 500 spectateurs Arbitre : Keane Davison |
| 4 février 2024 18 h 5 UTC+01:00 | Essai(s) : 1 Tebbatt (72e) Pénalité(s) : 1 Piotrowicz (13e) Carton(s) jaune(s) : 1 Plichta (29e) | Rapport         | Essai(s) : 3 Strătilă (7e), Savin (19e), Manumua (34e) Transformation(s) : 1 Boldor (34e) Pénalité(s) : 1 Boldor (65e) Carton(s) jaune(s) : 1 Sobota (71e) | Stade national de rugby, Gdynia 2 500 spectateurs Arbitre : Keane Davison |
| 4 février 2024 18 h 5 UTC+01:00 |                                                                                                  | Rapport         | | Stade national de rugby, Gdynia 2 500 spectateurs Arbitre : Keane Davison |

#### 2ejournée
| 10 février 2024 14 h 30 UTC+02:00 | Roumanie bo | 33 - 18 (14 - 6) | Belgique | Stade Arcul de Triumf, Bucarest 5 500 spectateurs Arbitre : Inigo Atorrasagasti |
| 10 février 2024 14 h 30 UTC+02:00 | Essai(s) : 5 Savin (30e), Conache (40e), Manumua (47e), de pénalité (58e), Roșu (79e) Transformation(s) : 3 Melinte (30e, 40e, 79e), de pénalité (58e) Carton(s) jaune(s) : 1 Conache (69e) | Rapport          | Essai(s) : 2 de pénalité (60e), Soenen (70e) Transformation(s) : 1 de pénalité (60e) Pénalité(s) : 2 Gott (3e, 10e) Carton(s) jaune(s) : 2 Bastin (30e), de Wolf (59e) | Stade Arcul de Triumf, Bucarest 5 500 spectateurs Arbitre : Inigo Atorrasagasti |
| 10 février 2024 14 h 30 UTC+02:00 | | Rapport          | | Stade Arcul de Triumf, Bucarest 5 500 spectateurs Arbitre : Inigo Atorrasagasti |

| 10 février 2024 18 h 50 UTC±00:00 | Portugal bo | 54 - 7 (33 - 7) | Pologne | Stade national du Jamor, Oeiras 2 300 spectateurs Arbitre : Ethan Glass |
| 10 février 2024 18 h 50 UTC±00:00 | Essai(s) : 8 Camacho (1re, 25e, 44e), Torgal (5e), de pénalité (17e), Begic (31e), Lima (52e), Batista (70e) Transformation(s) : 6 Aubry (1re, 5e, 31e, 44e, 52e), de pénalité (17e, Rodrigues (70e) Carton(s) rouge(s) : 1 Wallis (45e) | Rapport         | Essai(s) : 1 Hudson (10e) Transformation(s) : 1 Banaszek (10e) Carton(s) jaune(s) : 1 Bachurzewski (17e) Carton(s) rouge(s) : 1 Banaszek (45e) | Stade national du Jamor, Oeiras 2 300 spectateurs Arbitre : Ethan Glass |
| 10 février 2024 18 h 50 UTC±00:00 | | Rapport         | | Stade national du Jamor, Oeiras 2 300 spectateurs Arbitre : Ethan Glass |

#### 3ejournée
| 17 février 2024 17 h 45 UTC+01:00 | Belgique bo | 31 - 10 (10 - 0) | Pologne | Stade du Pachy, Waterloo 2 000 spectateurs Arbitre : Ben Breakspear |
| 17 février 2024 17 h 45 UTC+01:00 | Essai(s) : 4 Jadot (5e), Raynier (44e), Berger (53e), Hendrickx (71e) Transformation(s) : 4 De Francq (5e, 44e, 53e, 71e) Pénalité(s) : 1 de Francq (32e) | Rapport          | Essai(s) : 1 Saborit (59e) Transformation(s) : 1 Maltby (59e) Pénalité(s) : 1 Maltby (48e) Carton(s) jaune(s) : 2 Palamarczuk (70e), Szczepanski (73e) | Stade du Pachy, Waterloo 2 000 spectateurs Arbitre : Ben Breakspear |
| 17 février 2024 17 h 45 UTC+01:00 | | Rapport          | | Stade du Pachy, Waterloo 2 000 spectateurs Arbitre : Ben Breakspear |

| 17 février 2024 16 h 15 UTC+02:00 | Roumanie | 24 - 49 (10 - 20) | Portugal bo | Stade Arcul de Triumf, Bucarest 5 000 spectateurs Arbitre : Nika Amashukeli |
| 17 février 2024 16 h 15 UTC+02:00 | Essai(s) : 3 Cojocaru (22e), Gontineac (44e), Neagu (58e) Transformation(s) : 3 Conache (22e, 44e, 58e) Drop(s) : Conache (36e) | Rapport           | Essai(s) : 6 Cardoso Pinto (13e, 70e), Appleton (37e), L. Martins (52e, 79e), N. Martins (80e+3) Transformation(s) : 5 Aubry (13e, 37e, 52e, 70e, 79e) Pénalité(s) : 3 Aubry (19e, 34e, 63e) Carton(s) jaune(s) : 1 Batista (57e) | Stade Arcul de Triumf, Bucarest 5 000 spectateurs Arbitre : Nika Amashukeli |
| 17 février 2024 16 h 15 UTC+02:00 | | Rapport           | | Stade Arcul de Triumf, Bucarest 5 000 spectateurs Arbitre : Nika Amashukeli |

### Phases finales
|  | Demi-finales de classement | Demi-finales de classement |                        |    | Match pour la 5e place | Match pour la 5e place |
|  | Demi-finales de classement | Demi-finales de classement |                        |    | Match pour la 5e place | Match pour la 5e place |
|  |                            |                            |                        |    |                        |                        |
|  | 2 mars, Amsterdam          | 2 mars, Amsterdam          |                        |    | 17 mars 2024, Paris    | 17 mars 2024, Paris    |
|  | 2 mars, Amsterdam          | 2 mars, Amsterdam          |                        |    | 17 mars 2024, Paris    | 17 mars 2024, Paris    |
|  | Pays-Bas                   | 54                         |                        |    | 17 mars 2024, Paris    | 17 mars 2024, Paris    |
|  | Pays-Bas                   | 54                         |                        |    | 17 mars 2024, Paris    | 17 mars 2024, Paris    |
|  | Pologne                    | 7                          |                        |    | 17 mars 2024, Paris    | 17 mars 2024, Paris    |
|  | Pologne                    | 7                          | Pays-Bas               | 45 |                        |                        |
|  | 2 mars, Waterloo           |                            | Pays-Bas               | 45 |                        |                        |
|  |                            | Allemagne                  | 0                      |    |                        |                        |
|  | Belgique                   | Allemagne                  | 0                      | 11 |                        |                        |
|  | Belgique                   |                            |                        | 11 |                        |                        |
|  | Allemagne                  | 21                         |                        |    |                        |                        |
|  | Allemagne                  | 21                         | Match pour la 7e place |    |                        |                        |
|  |                            |                            |                        |    |                        |                        |
|  | 17 mars 2024, Paris        |                            |                        |    |                        |                        |
|  |                            |                            |                        |    |                        |                        |
|  | Pologne                    | 8                          |                        |    |                        |                        |
|  | Pologne                    | 8                          |                        |    |                        |                        |
|  | Belgique                   | 34                         |                        |    |                        |                        |
|  | Belgique                   | 34                         |                        |    |                        |                        |

|  | Demi-finales de classement | Demi-finales de classement |                        |    | Finale              | Finale              |
|  | Demi-finales de classement | Demi-finales de classement |                        |    | Finale              | Finale              |
|  |                            |                            |                        |    |                     |                     |
|  | 2 mars, Tbilissi           | 2 mars, Tbilissi           |                        |    | 17 mars 2024, Paris | 17 mars 2024, Paris |
|  | 2 mars, Tbilissi           | 2 mars, Tbilissi           |                        |    | 17 mars 2024, Paris | 17 mars 2024, Paris |
|  | Géorgie                    | 43                         |                        |    | 17 mars 2024, Paris | 17 mars 2024, Paris |
|  | Géorgie                    | 43                         |                        |    | 17 mars 2024, Paris | 17 mars 2024, Paris |
|  | Roumanie                   | 5                          |                        |    | 17 mars 2024, Paris | 17 mars 2024, Paris |
|  | Roumanie                   | 5                          | Géorgie                | 36 |                     |                     |
|  | 3 mars, Lisbonne           |                            | Géorgie                | 36 |                     |                     |
|  |                            | Portugal                   | 10                     |    |                     |                     |
|  | Portugal                   | Portugal                   | 10                     | 33 |                     |                     |
|  | Portugal                   |                            |                        | 33 |                     |                     |
|  | Espagne                    | 30                         |                        |    |                     |                     |
|  | Espagne                    | 30                         | Match pour la 3e place |    |                     |                     |
|  |                            |                            |                        |    |                     |                     |
|  | 17 mars 2024, Paris        |                            |                        |    |                     |                     |
|  |                            |                            |                        |    |                     |                     |
|  | Roumanie                   | 33                         |                        |    |                     |                     |
|  | Roumanie                   | 33                         |                        |    |                     |                     |
|  | Espagne                    | 40                         |                        |    |                     |                     |
|  | Espagne                    | 40                         |                        |    |                     |                     |

#### Demi-finales de classement
| 2 mars 2024 16 h 0 UTC+01:00 | Pays-Bas | 54 - 7 (32 - 0) | Pologne                                                                                         | NRCA Stadium, Amsterdam 1 700 spectateurs Arbitre : Inigo Atorrasagasti |
| 2 mars 2024 16 h 0 UTC+01:00 | Essai(s) : 7 Bennie-Coulson (5e), Limmen (23e), van Dijk (29e), Schoonraad (38e), Raymond (44e), van de Ven (56e), Noorman (65e), van Hilst (69e) Transformation(s) : 4 Meijer (6e, 30e, 39e, 70e) Pénalité(s) : 2 Meijer (17e, 26e) | Rapport         | Essai(s) : 1 Loboda (73e) Transformation(s) : 1 Kolas (74e) Carton(s) jaune(s) : 1 Loboda (27e) | NRCA Stadium, Amsterdam 1 700 spectateurs Arbitre : Inigo Atorrasagasti |
| 2 mars 2024 16 h 0 UTC+01:00 | | Rapport         |                                                                                                 | NRCA Stadium, Amsterdam 1 700 spectateurs Arbitre : Inigo Atorrasagasti |

| 2 mars 2024 19 h 0 UTC+01:00 | Belgique | 11 - 21 (3 - 8) | Allemagne | Stade du Pachy, Waterloo 2 500 spectateurs Arbitre : Sam Grove-White |
| 2 mars 2024 19 h 0 UTC+01:00 | Essai(s) : 1 Wallraf (47e) Pénalité(s) : 2 De Francq (12e, 55e) Carton(s) jaune(s) : 2 Bastin (17e), Berger (75e) | Rapport         | Essai(s) : 2 Tyumenev (32e), Lammers (67e) Transformation(s) : 1 Klewinghaus (68e) Pénalité(s) : 2 Stella (10e), Klewinghaus (74e) Drop(s) : 1 Klewinghaus (75e) Carton(s) jaune(s) : 1 Rodwell (17e) | Stade du Pachy, Waterloo 2 500 spectateurs Arbitre : Sam Grove-White |
| 2 mars 2024 19 h 0 UTC+01:00 | | Rapport         | | Stade du Pachy, Waterloo 2 500 spectateurs Arbitre : Sam Grove-White |

#### Demi-finales
| 2 mars 2024 16 h 0 UTC+04:00 | Géorgie | 43 - 5 (10 - 0) | Roumanie                     | Stade Mikheil-Meskhi, Tbilissi 10 300 spectateurs Arbitre : Peter Martin |
| 2 mars 2024 16 h 0 UTC+04:00 | Essai(s) : 7 Tabutsadze (4e, 37e, 74e), Modebadze (50e), Gorgadze (56e), Ivanishvili (64e), Tapladze (79e) Transformation(s) : 4 Niniashvili (51e, 65e, 76e, 80e) | Rapport         | Essai(s) : 1 Tangimana (71e) | Stade Mikheil-Meskhi, Tbilissi 10 300 spectateurs Arbitre : Peter Martin |
| 2 mars 2024 16 h 0 UTC+04:00 | | Rapport         |                              | Stade Mikheil-Meskhi, Tbilissi 10 300 spectateurs Arbitre : Peter Martin |

| 3 mars 2024 15 h 0 UTC | Portugal | 33 - 30 (13 - 20) | Espagne | Stade du Restelo, Lisbonne 8 000 spectateurs Arbitre : Benoit Rousselet |
| 3 mars 2024 15 h 0 UTC | Essai(s) : 3 L.Martins (36e), Lima (51e), Cardoso Pinto (58e) Transformation(s) : 3 Aubry (37e, 52e, 59e) Pénalité(s) : 4 Aubry (11e, 18e, 65e, 69e) Carton(s) jaune(s) : 1 Torgal (77e) | Rapport           | Essai(s) : 3 Mateu (13e), Cian (39e), Ferrer (79e) Transformation(s) : 3 Lopez Bontempo (15e), Guemes (40e, 80e) Pénalité(s) : 3 Lopez Bontempo (4e), Guemes (26e, 43e) | Stade du Restelo, Lisbonne 8 000 spectateurs Arbitre : Benoit Rousselet |
| 3 mars 2024 15 h 0 UTC | | Rapport           | | Stade du Restelo, Lisbonne 8 000 spectateurs Arbitre : Benoit Rousselet |

#### Finales
| 7e place 17 mars 2024 12 h 0 UTC+01:00 | Pologne | 8 - 34 (3 - 22) | Belgique | Stade Jean-Bouin, Paris 2 000 spectateurs Arbitre : Shota Tevzadze |
| 7e place 17 mars 2024 12 h 0 UTC+01:00 | Essai(s) : 1 D.Plichta (65e) Pénalité(s) : 1 Piotrowicz (16e) Carton(s) jaune(s) : 2 Piotrowicz (63e), Saborit (69e) | Rapport         | Essai(s) : 5 Soenen (3e), Wallraf (22e), Tauzia (30e), Bastin (54e), Torfs (78e) Transformation(s) : 3 De Francq (4e, 23e, 55e) Pénalité(s) : 1 de Francq (10e) Carton(s) jaune(s) : 2 Berger (63e), de Molder (69e) | Stade Jean-Bouin, Paris 2 000 spectateurs Arbitre : Shota Tevzadze |
| 7e place 17 mars 2024 12 h 0 UTC+01:00 | | Rapport         | | Stade Jean-Bouin, Paris 2 000 spectateurs Arbitre : Shota Tevzadze |

| 5e place 17 mars 2024 14 h 45 UTC+01:00 | Pays-Bas | 45 - 0 (24 - 0) | Allemagne                                        | Stade Jean-Bouin, Paris 2 000 spectateurs Arbitre : Paulo Duarte |
| 5e place 17 mars 2024 14 h 45 UTC+01:00 | Essai(s) : 6 Fortuin (14e), Schoonraad (27e), Bloemen (40e), Wierenga (48e, 62e, 66e) Transformation(s) : 6 Fortuin (15e, 28e, 40e, 49e, 63e, 66e) Pénalité(s) : 1 Fortuin (23e) Carton(s) jaune(s) : 3 Ruijgrok (38e), Raymond (55e), Anderson (80e) | Rapport         | Carton(s) jaune(s) : 2 Rodwell (38e), Ball (53e) | Stade Jean-Bouin, Paris 2 000 spectateurs Arbitre : Paulo Duarte |
| 5e place 17 mars 2024 14 h 45 UTC+01:00 | | Rapport         |                                                  | Stade Jean-Bouin, Paris 2 000 spectateurs Arbitre : Paulo Duarte |

| 3e place 17 mars 2024 18 h 15 UTC+01:00 | Roumanie | 33 - 40 (12 - 21) | Espagne | Stade Jean-Bouin, Paris 6 000 spectateurs Arbitre : Adam Jones |
| 3e place 17 mars 2024 18 h 15 UTC+01:00 | Essai(s) : 5 Melinte (5e, 15e), Tomane (56e, 75e), Mitu (80e) Transformation(s) : 4 Simionescu (16e, 56e), Conache (76e, 80e) | Rapport           | Essai(s) : 6 Cian (27e), Bell (30e), Pichardie (40e, 45e), Gimeno (50e), Ovejero (71e) Transformation(s) : 5 Guemes (28e, 31e, 51e), Bell (40e, 46e) Carton(s) jaune(s) : 2 Imaz (54e), Ovejero (74e) | Stade Jean-Bouin, Paris 6 000 spectateurs Arbitre : Adam Jones |
| 3e place 17 mars 2024 18 h 15 UTC+01:00 | | Rapport           | | Stade Jean-Bouin, Paris 6 000 spectateurs Arbitre : Adam Jones |

| Finale 17 mars 2024 21 h 0 UTC+01:00 | Géorgie | 36 - 10 (12 - 3) | Portugal | Stade Jean-Bouin, Paris 8 000 spectateurs Arbitre : Tual Trainini |
| Finale 17 mars 2024 21 h 0 UTC+01:00 | Essai(s) : 4 Tabutsadze (43e, 65e), Karkadze (50e), Alania (69e) Transformation(s) : 2 Matkava (51e, 70e) Pénalité(s) : 4 Matkava (10e, 14e, 29e, 34e) Carton(s) jaune(s) : 3 Akhaladze (33e), Sharikadze (60e), Ivanishvili (74e) | Rapport          | Essai(s) : 1 Marta (79e) Transformation(s) : 1 Aubry (80e) Pénalité(s) : 1 Camacho (40e) Carton(s) jaune(s) : 2 Cunha (33e), Madeira (60e) | Stade Jean-Bouin, Paris 8 000 spectateurs Arbitre : Tual Trainini |
| Finale 17 mars 2024 21 h 0 UTC+01:00 | | Rapport          | | Stade Jean-Bouin, Paris 8 000 spectateurs Arbitre : Tual Trainini |

### Classement général 2023-2024
| Pos | Édition Équipes | 2023 | 2024 | Points |
| --- | --------------- | ---- | ---- | ------ |
| 1   | Géorgie         | 10   | 10   | 20     |
| 2   | Portugal        | 8    | 8    | 16     |
| 3   | Roumanie        | 6    | 5    | 11     |
| 4   | Espagne         | 5    | 6    | 11     |
| 5   | Pays-Bas        | 4    | 4    | 8      |
| 6   | Allemagne       | 3    | 3    | 6      |
| 7   | Belgique        | 2    | 2    | 4      |
| 8   | Pologne         | 1    | 1    | 2      |

Légende des couleurs
- Relégué en Trophy 2024-2025

## Trophy
Navigation
2022-2023 2024-2025

### Classement et résultats détaillés
| Rang | Nations      | J | V | N | D | Bo | Bd | Pm  | Pe  | Diff | Pts |
| ---- | ------------ | - | - | - | - | -- | -- | --- | --- | ---- | --- |
| 1    | Suisse (T)   | 5 | 5 | 0 | 0 | 2  | 0  | 198 | 64  | +134 | 22  |
| 2    | Suède        | 5 | 4 | 0 | 1 | 2  | 0  | 145 | 112 | +33  | 18  |
| 3    | Tchéquie (P) | 5 | 3 | 0 | 2 | 2  | 0  | 192 | 143 | +49  | 14  |
| 4    | Croatie      | 5 | 2 | 0 | 3 | 2  | 1  | 130 | 132 | -2   | 11  |
| 5    | Lituanie     | 5 | 1 | 0 | 4 | 0  | 0  | 103 | 143 | -40  | 4   |
| 6    | Ukraine      | 5 | 0 | 0 | 5 | 0  | 0  | 61  | 225 | -164 | 0   |

|  | Relégué en Conference 2024-2025                                   |
|  | T : tenant du titre 2022-2023 ; P : promu de Conference 2022-2023 |

| 28 octobre 2023 14 h 0 | Suède | 48 - 37 (20 - 18) | Tchéquie | Stockholms stadion, Stockholm 1 400 spectateurs Arbitre : Eugeniu Procopi |
| 28 octobre 2023 14 h 0 | Essai(s) : 6 Kalling Smith (3e, 74e), Nordgren (24e), Karlsson (47e), Nilsson (61e), Loman (67e) Transformation(s) : 6 Nilsson (4e, 25e, 48e, 62e, 68e, 75e) Pénalité(s) : 2 Nilsson (10e, 32e) Carton(s) jaune(s) : 1 Paulsson (51e) | Rapport           | Essai(s) : 5 Vmil Diviš (20e), Vdan Diviš (30e), essai de pénalité (52e), Dupuy (76e), Hřebačka (80e) Transformation(s) : 2 Dupuy (31e, 80e) Pénalité(s) : 2 Dupuy (8e, 39e) Carton(s) rouge(s) : 1 Vdan Diviš (40e) | Stockholms stadion, Stockholm 1 400 spectateurs Arbitre : Eugeniu Procopi |
| 28 octobre 2023 14 h 0 | | Rapport           | | Stockholms stadion, Stockholm 1 400 spectateurs Arbitre : Eugeniu Procopi |

| 4 novembre 2023 13 h 0 | Tchéquie | 48 - 22 (36 - 7) | Croatie | Stade Markéta, Prague 1 000 spectateurs Arbitre : Adrian Pawlik |
| 4 novembre 2023 13 h 0 | Essai(s) : 7 Vomáčka (4e), Pavlik (8e), Dupuy (13e), Hošek (16e), Kohout (40e, 65e), Koblic (49e) Transformation(s) : 5 Cimprich (5e, 10e, 14e, 18e, 66e) Pénalité(s) : 1 Cimprich (23e) | Rapport          | Essai(s) : 4 Jurišić (28e, 80e), Vlajčević (70e), Vranešević (77e) Transformation(s) : 1 Jurišić (28e) Carton(s) jaune(s) : 1 Perić (67e) | Stade Markéta, Prague 1 000 spectateurs Arbitre : Adrian Pawlik |
| 4 novembre 2023 13 h 0 | | Rapport          | | Stade Markéta, Prague 1 000 spectateurs Arbitre : Adrian Pawlik |

| 4 novembre 2023 14 h 0 | Ukraine                                                                                 | 14 - 32 (0 - 22) | Lituanie | Stade municipal de Makarska 300 spectateurs Arbitre : Ethan Glass |
| 4 novembre 2023 14 h 0 | Essai(s) : 2 Nikitine (47e), Zakhlivny (80e) Transformation(s) : 2 Kossariev (48e, 80e) | Rapport          | Essai(s) : 4 Soto (21e, 40e), Bagužis (30e), Karbauskas (56e) Transformation(s) : 3 Soto (31e, 40e, 56e) Pénalité(s) : 2 Soto (10e, 54e) Carton(s) jaune(s) : 2 Karbauskas (36e), Mažylis (72e) | Stade municipal de Makarska 300 spectateurs Arbitre : Ethan Glass |
| 4 novembre 2023 14 h 0 |                                                                                         | Rapport          | | Stade municipal de Makarska 300 spectateurs Arbitre : Ethan Glass |

| 4 novembre 2023 15 h 0 | Suisse | 23 - 12 (14 - 0) | Suède | Stade municipal, Yverdon-les-Bains Arbitre : Killian O'Brien |
| 4 novembre 2023 15 h 0 | Essai(s) : 1 Fluckiger (24e) Pénalité(s) : 6 Porcher (23e, 34e, 40e, 45e, 60e, 74e) Carton(s) jaune(s) : 1 Lin (80e) | Rapport          | Essai(s) : 2 Ahlbäck (64e), Karlsson (80e) Transformation(s) : 1 Nilsson (80e) Carton(s) jaune(s) : 1 Forsberg (40e) | Stade municipal, Yverdon-les-Bains Arbitre : Killian O'Brien |
| 4 novembre 2023 15 h 0 | | Rapport          | | Stade municipal, Yverdon-les-Bains Arbitre : Killian O'Brien |

| 11 novembre 2023 14 h 0 | Lituanie | 17 - 31 (7 - 3) | Suisse | Central Stadium, Klaipėda 500 spectateurs Arbitre : Sulkhan Chikhladze |
| 11 novembre 2023 14 h 0 | Essai(s) : 2 Mikalčius (40e), Karbauskas (68e) Transformation(s) : 2 Soto (40e, 69e) Pénalité(s) : 1 Soto (79e) | Rapport         | Essai(s) : 4 Holenstein (56e), Heinrich (65e), Malyon (70e), Lin (80e) Transformation(s) : 4 Porcher (57e, 66e, 71e, 80e) Pénalité(s) : 1 Porcher (28e) | Central Stadium, Klaipėda 500 spectateurs Arbitre : Sulkhan Chikhladze |
| 11 novembre 2023 14 h 0 | | Rapport         | | Central Stadium, Klaipėda 500 spectateurs Arbitre : Sulkhan Chikhladze |

| 11 novembre 2023 14h30 | Ukraine                        | 5 - 41 (0 - 27) | Croatie | Stade municipal de Makarska 1 000 spectateurs Arbitre : Luis Fernandez |
| 11 novembre 2023 14h30 | Essai(s) : 1 Chevtchenko (72e) | Rapport         | Essai(s) : 6 Buljanović (5e, 32e, 40e), Newton (22e), Brčić (63e), Perica (77e) Transformation(s) : 4 Newton (32e, 40e, 64e), Majstorović (77e) Pénalité(s) : 1 Newton (29e) Carton(s) jaune(s) : 1 Majstorović (18e) | Stade municipal de Makarska 1 000 spectateurs Arbitre : Luis Fernandez |
| 11 novembre 2023 14h30 |                                | Rapport         | | Stade municipal de Makarska 1 000 spectateurs Arbitre : Luis Fernandez |

| 18 novembre 2023 14h30 | Croatie | 20 - 22 (10 - 19) | Suède | Stade municipal de Makarska 1 000 spectateurs Arbitre : Lukasz Jacinski |
| 18 novembre 2023 14h30 | Essai(s) : 3 Svaguša (32e), Da. Mau'u (57e), Kordun (75e) Transformation(s) : 1 Newton (33e) Pénalité(s) : 1 Newton (6e) | Rapport           | Essai(s) : 3 Kalling-Smith (25e, 40e), Johansson (40e) Transformation(s) : 2 Nilsson (26e, 40e) Pénalité(s) : 1 Nilsson (46e) | Stade municipal de Makarska 1 000 spectateurs Arbitre : Lukasz Jacinski |
| 18 novembre 2023 14h30 | | Rapport           | | Stade municipal de Makarska 1 000 spectateurs Arbitre : Lukasz Jacinski |

| 25 novembre 2023 | Tchéquie bo | 34 - 24 (14 - 13) | Lituanie | Stade Markéta, Prague 700 spectateurs Arbitre : Gert Visser |
| 25 novembre 2023 | Essai(s) : 4 Kohout (6e), Schütz (13e), Faktor (47e), Bejček (69e) Transformation(s) : 4 Cimprich (7e, 14e, 48e, 70e) Pénalité(s) : 2 Cimprich (56e, 77e) Carton(s) jaune(s) : Schütz (52e) | Rapport           | Essai(s) : 2 Bagužis (24e), Karbauskas (43e) Transformation(s) : 1 Soto (24e) Pénalité(s) : 4 Soto (19e, 36e, 53e, 61e) Carton(s) jaune(s) : 2 Mačiulis (2e), Skinulis (47e) | Stade Markéta, Prague 700 spectateurs Arbitre : Gert Visser |
| 25 novembre 2023 | | Rapport           | | Stade Markéta, Prague 700 spectateurs Arbitre : Gert Visser |

| 9 mars 2024 | Tchéquie | 25 - 41 (20 - 17) | Suisse bo | Stade Markéta, Prague 600 spectateurs Arbitre : Joshua Ferreira |
| 9 mars 2024 | Essai(s) : 3 Vdan Diviš (34e), Faktor (39e), Havel (60e) Transformation(s) : 2 Cimprich (34e, 39e) Pénalité(s) : 2 Cimprich (3e, 25e) Carton(s) jaune(s) : Homer (36e) | Rapport           | Essai(s) : 5 Mousties (14e, 74e), Lin (26e), Cramont (44e), Malyon (67e) Transformation(s) : 5 Perrod (14e, 25e, 45e, 67e, 74e) Pénalité(s) : 2 Perrod (20e, 47e) Carton(s) jaune(s) : Porcher (34e) | Stade Markéta, Prague 600 spectateurs Arbitre : Joshua Ferreira |
| 9 mars 2024 | | Rapport           | | Stade Markéta, Prague 600 spectateurs Arbitre : Joshua Ferreira |

| 16 mars 2024 14h30 | Croatie | 37 - 22 (13 - 12) | Lituanie | Stade NŠC Stjepan Spajić, Zagreb 300 spectateurs Arbitre : Maria Latos |
| 16 mars 2024 14h30 | Essai(s) : 6 Vranešević (7e, 63e), Buljanović (29e, 55e), Mau'u (42e), Svaguša (71e) Transformation(s) : 2 Pavlović (42e, 71e) Pénalité(s) : 1 Pavlović (20e) | Rapport           | Essai(s) : 3 Alasauskis (1re), Soto (16e), Taujanskas (76e) Transformation(s) : 2 Soto (17e, 76e) Pénalité(s) : 1 Soto (50e) Carton(s) jaune(s) : 1 Alasauskis (62e) | Stade NŠC Stjepan Spajić, Zagreb 300 spectateurs Arbitre : Maria Latos |
| 16 mars 2024 14h30 | | Rapport           | | Stade NŠC Stjepan Spajić, Zagreb 300 spectateurs Arbitre : Maria Latos |

| 23 mars 2024 13 h 0 | Ukraine | 18 - 48 (6 - 33) | Tchéquie | Rugby Club Havířov, Havířov 1 500 spectateurs Arbitre : Michael Hawkins |
| 23 mars 2024 13 h 0 | Essai(s) : 2 Vasiuchenko (50e), Adazhynyk (56e) Transformation(s) : 1 Adazhynyk (57e) Pénalité(s) : 2 Adazhynyk (5e, 22e) Carton(s) jaune(s) : 1 Vivcharyk (38e) | Rapport          | Essai(s) : 7 Dupuy (6e), R. Hřebačka (9e), V.dan Diviš (32e), L. Hřebačka (35e), Hošek (39e), Cimprich (65e), Miřácký (80e) Transformation(s) : 5 Cimprich (7e, 9e, 36e, 40e, 66e) Pénalité(s) : 1 Cimprich (75e) Carton(s) jaune(s) : 4 Rapant (21e), Vomáčka (49e), Homer (52e), Havel (79e) Carton(s) rouge(s) : 1 Rapant (46e) | Rugby Club Havířov, Havířov 1 500 spectateurs Arbitre : Michael Hawkins |
| 23 mars 2024 13 h 0 | | Rapport          | | Rugby Club Havířov, Havířov 1 500 spectateurs Arbitre : Michael Hawkins |

| 23 mars 2024 14 h 0 | Lituanie                                              | 8 - 27 (3 - 5) | Suède | Šiauliai Rugby Academy, Šiauliai 300 spectateurs Arbitre : Nicolae Fratila |
| 23 mars 2024 14 h 0 | Essai(s) : 1 Bakutis (80e) Pénalité(s) : 1 Soto (15e) | Rapport        | Essai(s) : 4 Karlsson (9e), Nilsson (46e), Marini (52e), Kalling-Smith (72e) Transformation(s) : 2 Nilsson (49e, 73e) Pénalité(s) : 1 Nilsson (55e) Carton(s) jaune(s) : 1 Forsberg (39e) | Šiauliai Rugby Academy, Šiauliai 300 spectateurs Arbitre : Nicolae Fratila |
| 23 mars 2024 14 h 0 |                                                       | Rapport        | | Šiauliai Rugby Academy, Šiauliai 300 spectateurs Arbitre : Nicolae Fratila |

| 23 mars 2024 15h30 | Suisse | 35 - 10 (14 - 10) | Croatie | Stade municipal, Yverdon-les-Bains 1 518 spectateurs Arbitre : Pedro Mendes da Silva |
| 23 mars 2024 15h30 | Essai(s) : 5 Lin (27e), Vial (33e), Fluckiger (50e, 80e), Meyer (73e) Transformation(s) : 5 Perrod (27e, 34e, 51e, 74e, 80e) | Rapport           | Essai(s) : 1 Plazibat (30e) Transformation(s) : 1 Pavlović (31e) Pénalité(s) : 1 Pavlović (5e) Carton(s) jaune(s) : 1 Rizzi (43e) | Stade municipal, Yverdon-les-Bains 1 518 spectateurs Arbitre : Pedro Mendes da Silva |
| 23 mars 2024 15h30 | | Rapport           | | Stade municipal, Yverdon-les-Bains 1 518 spectateurs Arbitre : Pedro Mendes da Silva |

| 6 avril 2024 14h00 | Suède | 36 - 24 (7 - 14) | Ukraine | Östervångsstadion, Trelleborg 1 200 spectateurs Arbitre : Gert Visser |
| 6 avril 2024 14h00 | Essai(s) : 6 Larsson (17e), Loman (42e), Nilsson (44e, 48e, 72e), Kalling-Smith (64e) Transformation(s) : 3 Nilsson (18e, 64e, 73e) Carton(s) jaune(s) : 2 Loman (77e), Nilsson (80e) | Rapport          | Essai(s) : 3 Shkvarok (21e), Vivcharyk (39e), Kramarenko (53e) Transformation(s) : 3 Adazhynyk (22e, 40e, 53e) Pénalité(s) : 1 Adazhynyk (45e) Carton(s) jaune(s) : 1 Karasevych (30e) | Östervångsstadion, Trelleborg 1 200 spectateurs Arbitre : Gert Visser |
| 6 avril 2024 14h00 | | Rapport          | | Östervångsstadion, Trelleborg 1 200 spectateurs Arbitre : Gert Visser |

| 13 avril 2024 15h30 | Suisse | 68 - 0 (40 - 0) | Ukraine | Utogrund, Zurich 2 500 spectateurs Arbitre : Ignacio Muñoz Martin |
| 13 avril 2024 15h30 | Essai(s) : 10 Fluckiger (2e, 27e, 50e), Lin (12e), Meyer (18e), Bachofner-Brown (22e), Malyon (29e, 43e, 54e), O'Grady (76e) Transformation(s) : 9 Porcher (13e, 19e, 23e, 28e, 30e, 44e), O'Grady (51e, 55e, 77e) | Rapport         |         | Utogrund, Zurich 2 500 spectateurs Arbitre : Ignacio Muñoz Martin |
| 13 avril 2024 15h30 | | Rapport         |         | Utogrund, Zurich 2 500 spectateurs Arbitre : Ignacio Muñoz Martin |

### Classement général 2022-2023 et 2023-2024
| Rang | Nations  | J | V | N | D | Bo | Bd | Pm  | Pe  | Diff | Pts |
| ---- | -------- | - | - | - | - | -- | -- | --- | --- | ---- | --- |
| 1    | Suisse   | 8 | 8 | 0 | 0 | 5  | 0  | 362 | 111 | +251 | 37  |
| 2    | Suède    | 8 | 5 | 0 | 3 | 3  | 0  | 179 | 214 | -35  | 23  |
| 3    | Croatie  | 8 | 3 | 0 | 5 | 2  | 2  | 208 | 217 | -9   | 16  |
| 4    | Lituanie | 8 | 2 | 0 | 6 | 1  | 2  | 176 | 231 | -55  | 11  |
| 5    | Ukraine  | 8 | 2 | 0 | 6 | 1  | 0  | 160 | 312 | -152 | 9   |

|  | Promu en Championship 2025 |

## Conference
Navigation
2022-2023 2024-2025
Dans un contexte économique défavorable, Rugby Europe laisse les fédérations libres d'être candidates ou pas à une promotion vers le niveau supérieur. Ainsi, aucun format de play-off n'est prévu avant le début de la compétition. Une fois la phase de poules terminée, les équipes classées à la première place devront signifier leur volonté d'être promues ou pas. En fonction du nombre d'équipes candidates (de zéro à quatre) et après examen de leur aptitude à évoluer en Trophy, Rugby Europe mettra éventuellement en place une compétition passerelle entre les deux niveaux.

### Classements et résultats détaillés

#### Poule A
| Rang | Nations  | J | V | N | D | Bo | Bd | Pm  | Pe  | Diff | Pts |
| ---- | -------- | - | - | - | - | -- | -- | --- | --- | ---- | --- |
| 1    | Lettonie | 4 | 3 | 0 | 1 | 3  | 0  | 128 | 78  | +50  | 15  |
| 2    | Finlande | 4 | 3 | 0 | 1 | 2  | 0  | 116 | 63  | +53  | 14  |
| 3    | Danemark | 4 | 2 | 0 | 2 | 2  | 2  | 112 | 56  | +56  | 12  |
| 4    | Andorre  | 4 | 2 | 0 | 2 | 2  | 0  | 68  | 72  | -4   | 10  |
| 5    | Norvège  | 4 | 0 | 0 | 4 | 0  | 0  | 28  | 162 | -134 | 0   |

#### Poule B
| Rang | Nations            | J | V | N | D | Bo | Bd | Pm  | Pe  | Diff | Pts |
| ---- | ------------------ | - | - | - | - | -- | -- | --- | --- | ---- | --- |
| 1    | Luxembourg         | 4 | 4 | 0 | 0 | 3  | 0  | 188 | 46  | +142 | 19  |
| 2    | Hongrie            | 4 | 2 | 0 | 2 | 2  | 1  | 133 | 70  | +63  | 11  |
| 3    | Autriche           | 4 | 2 | 0 | 2 | 2  | 0  | 112 | 111 | +1   | 10  |
| 4    | Slovénie           | 4 | 2 | 0 | 2 | 0  | 0  | 72  | 149 | -77  | 8   |
| 5    | Bosnie-Herzégovine | 4 | 0 | 0 | 4 | 0  | 1  | 57  | 186 | -129 | 1   |

|  | Qualifié pour les play-off d'accession au Trophy 2025 |

#### Poule C
| Rang | Nations  | J | V | N | D | Bo | Bd | Pm  | Pe | Diff | Pts |
| ---- | -------- | - | - | - | - | -- | -- | --- | -- | ---- | --- |
| 1    | Moldavie | 3 | 3 | 0 | 0 | 2  | 0  | 112 | 31 | +81  | 14  |
| 2    | Bulgarie | 3 | 2 | 0 | 1 | 1  | 0  | 76  | 79 | -3   | 9   |
| 3    | Turquie  | 3 | 1 | 0 | 2 | 0  | 0  | 69  | 95 | -26  | 4   |
| 4    | Serbie   | 3 | 0 | 0 | 3 | 0  | 0  | 40  | 92 | -52  | 0   |

|  | Qualifié pour les play-off d'accession au Trophy 2025 |

#### Poule D
| Rang | Nations | J | V | N | D | Bo | Bd | Pm | Pe | Diff | Pts |
| ---- | ------- | - | - | - | - | -- | -- | -- | -- | ---- | --- |
| 1    | Malte   | 2 | 2 | 0 | 0 | 0  | 0  | 46 | 31 | +15  | 8   |
| 2    | Chypre  | 2 | 0 | 0 | 2 | 0  | 1  | 31 | 46 | -15  | 1   |
| 3    | Israël  | 0 | 0 | 0 | 0 | 0  | 0  | 0  | 0  | 0    | 0   |

### Play-off d'accession au Trophy 2025
| 24 mai 2024 18h00 | Luxembourg                                                                                                   | 19 - 0 (7 - 0) | Moldavie                                            | Stade Josy-Barthel, Luxembourg 1 000 spectateurs Arbitre : Luis Fernandez |
| 24 mai 2024 18h00 | Essai(s) : 3 Lawlor (32e), Orsino (65e), Mendez Elola (68e) Transformation(s) : 2 Lawlor 33e, Franzina (71e) | Rapport        | Carton(s) jaune(s) : 2 Stanciu (21e), Copitov (31e) | Stade Josy-Barthel, Luxembourg 1 000 spectateurs Arbitre : Luis Fernandez |
| 24 mai 2024 18h00 | | Rapport        |                                                     | Stade Josy-Barthel, Luxembourg 1 000 spectateurs Arbitre : Luis Fernandez |

## Development
Navigation
2022-2023 2024-2025

### Classement
| Rang | Nations    | J | V | N | D | Bo | Bd | Pm | Pe | Diff | Pts |
| ---- | ---------- | - | - | - | - | -- | -- | -- | -- | ---- | --- |
| 1    | Monténégro | 2 | 1 | 0 | 1 | 1  | 0  | 35 | 39 | -4   | 5   |
| 2    | Kosovo     | 2 | 1 | 0 | 1 | 0  | 0  | 39 | 35 | +4   | 4   |

### Résultats détaillés

#### Détail des résultats
| 3 décembre 2023 13h00 | Kosovo | 27 - 0 (8 - 0) | Monténégro | Hajvalia Stadium, Pristina Arbitre : John Stuyck |
| 3 décembre 2023 13h00 | Essai(s) : 2 Beqiri (14e), Krasniqi (62e) Transformation(s) : 1 Krasniqi (63e) Pénalité(s) : 5 Krasniqi (28e, 69e, 72e, 74e, 80e) | Rapport        |            | Hajvalia Stadium, Pristina Arbitre : John Stuyck |
| 3 décembre 2023 13h00 | | Rapport        |            | Hajvalia Stadium, Pristina Arbitre : John Stuyck |

| 14 avril 2024 14h00 | Monténégro | 35 - 12 (22 - 6) | Kosovo | Stade Topolica, Bar 500 spectateurs Arbitre : Victor Lungu |
| 14 avril 2024 14h00 | Essai(s) : 5 Vučićević (28e, 36e, 59e), Popović (40e), Čelebić (67e) Transformation(s) : 2 Popović (29e), Raonić (40e) Pénalité(s) : 2 Popović (12e, 80e) Carton(s) jaune(s) : 4 Loncar (14e), Mijušković (21e), Mijušković (33e), Vuletić (48e) Carton(s) rouge(s) : 1 Mijušković (64e) | Rapport          | Pénalité(s) : 4 Krasniqi (9e, 16e, 51e, 75e) Carton(s) jaune(s) : 3 Nushi Roys (27e), Hoxha (28e), Hasani (69e) | Stade Topolica, Bar 500 spectateurs Arbitre : Victor Lungu |
| 14 avril 2024 14h00 | | Rapport          | | Stade Topolica, Bar 500 spectateurs Arbitre : Victor Lungu |